# Ihor Matvijenko
Ihor Matvijenko, född den 17 maj 1971 i Dnipropetrovsk, är en ukrainsk seglare.
Han tog OS-guld i 470 i samband med de olympiska seglingstävlingarna 1996 i Atlanta.